# Stanisław Bobkowski

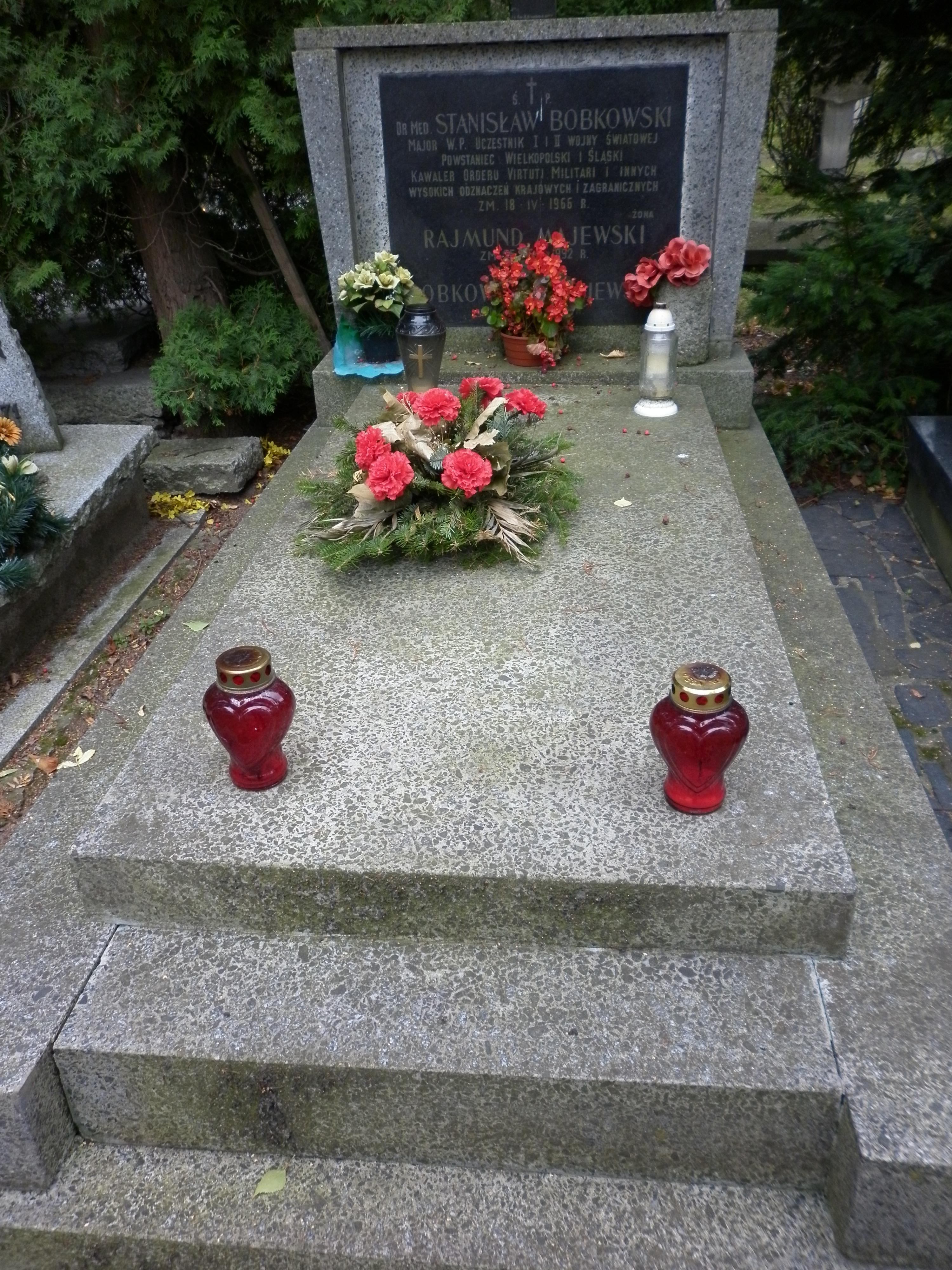
Grób Stanisława Bobkowskiego na Cmentarzu Wojskowym na Powązkach

Stanisław Bobkowski (ur. 12 września 1889 w Wągrowcu, zm. 18 kwietnia 1966) – polski doktor nauk medycznych, oficer Wojska Polskiego, działacz niepodległościowy, powstaniec wielkopolski.

## Życiorys
Urodził się 12 września 1889 w Wągrowcu. Rodzice Walenty i Maria. Brał udział w powstaniu wielkopolskim z bronią w ręku od 27 grudnia 1918 (w Poznaniu) do 20 lutego 1919. Doprowadził do zawieszenia broni, jako emisariusz z ramienia Naczelnej Rady Ludowej w Poznaniu w swojej misji do Gdańska 1919. Po zakończeniu powstania pozostawał w służbie czynnej w Wojsku Polskim do 16 czerwca 1919 r. w stopniu porucznika lekarza. 
Na stopień majora rezerwy został mianowany ze starszeństwem z 19 marca 1939 i 30. lokatą w korpusie oficerów zdrowia, grupa lekarzy.
Jest pochowany na Cmentarzu Wojskowym na Powązkach (kwatera A2-1-4).

## Ordery i odznaczenia
- Medal Niepodległości – 17 marca 1938 „za pracę w dziele odzyskania niepodległości”[3]